# Puerto Rico Soccer League
Puerto Rico Soccer League este un campionat de fotbal din zona CONCACAF. Din sezonul 2010-2011 liga este împărțită în Apertura (toamna) și Clasura (primăvara). 

## Echipele sezonului 2010-2011
| Echipă                | Oraș        | Stadion                        | Fondat în | Antrenor                    |  |
| --------------------- | ----------- | ------------------------------ | --------- | --------------------------- |  |
| Academia Quintana     | San Juan    | Hiram Bithorn Stadium          | 1969      | Víctor Hugo Barros          |  |
| Bayamon FC            | Bayamon     | Juan Ramon Loubriel Stadium    | 2009      | Jeaustin Campos             |  |
| Caguas Huracan        | Caguas      | Yldefonso Sola Morales Stadium | 1991      | Pedro Amstrong              |  |
| Carolina Gigantes     | Carolina    | Roberto Clemente Stadium       | 2008      | Ricardo Romano              |  |
| Guaynabo Fluminense   | Guaynabo    | Sixto Escobar Stadium          | 2002      | Gilberto Lopes de Figueredo |  |
| Indios de Mayagüez FC | Mayagüez    | Mayagüez Athletics Stadium     | 2009      | Carlos Avedissian           |  |
| River Plate PR        | Puerto Rico | Sixto Escobar Stadium          | 2007      | Walter Zermatten            |  |
| San Juan Atlético     | San Juan    | Hiram Bithorn Stadium          | 2008      | Antonio Carlos Viera        |  |
| Juncos Sevilla        | Juncos      | Sevilla FC Stadium             | 2006      | Henry Perales Jr.           |  |
| Tornados de Humacao   | Humacao     | Nestor Morales Stadium         | 1994      | Eloy Ubaldo Martínez Soto   |  |